# Вплив Сонця на Землю
Вплив Сонця на Зе́млю
Сонце справляє багатоплановий вплив як на живу, так і на неживу природу Землі. Основний вплив відбувається через видиме випромінювання, ультрафіолетове випромінювання, випромінювання в більш коротких діапазонах довжин хвиль і через корпускулярні потоки сонячного вітру.

## Вплив на живу природу
І тваринам, і рослинам дуже важливе світло Сонця (зокрема, це стосується і людей). Деякі люди прокидаються і не сплять тільки тоді, коли світить Сонце (це стосується і більшості ссавців, земноводних і навіть більшості риб). Протяжність сонячного дня значно впливає на життєдіяльність організмів на Землі. Зокрема, взимку і восени, коли Сонце в Північній півкулі стоїть низько над горизонтом і тривалість світлового дня мала і мале надходження сонячного тепла, природа в'яне і засинає — дерева скидають листя, багато тварин впадають на тривалий термін в сплячку (ведмеді, борсуки) або ж сильно знижують свою активність. Поблизу полюсів навіть під час літа надходить мало сонячного тепла, через це рослинність там мізерна — причина похмурого тундрового пейзажу, і мало які тварини можуть проживати в таких умовах. Навесні ж вся природа прокидається, трава розпускається, дерева випускають листя, з'являються квіти, оживає тваринний світ. І все це завдяки всього одному-єдиному Сонця. Його кліматичний вплив на Землю безперечно. Саме завдяки нахилу осі планети відносно площини орбіти і (в набагато меншому ступені) планетарної еліптичній орбіті обертання навколо Сонця, сонячна енергія нерівномірно надходить в різні райони Землі в різні пори року, що сформувало повністю клімат і кліматичні пояси планети. Також сонце зігріває її, даючи змогу жити живим організмам.

### Фотосинтез
У зеленому листі рослин міститься зелений пігмент-хлорофіл. Цей пігмент є найважливішим каталізатором на Землі в процесі фотосинтезу. За допомогою хлорофілу відбувається реакція діоксиду вуглецю і води — фотосинтез, і одним з продуктів цієї реакції є кисень, який необхідний для життя майже всього живого на Землі і глобально вплинув на еволюцію нашої планети — зокрема, радикально змінився склад мінералів]. Реакція води і вуглекислого газу відбувається з поглинанням енергії, тому в темряві фотосинтез не відбувається. 
Фотосинтез, перетворюючи сонячну енергію і виробляючи при цьому кисень, дав початок всьому живому на Землі. При цій реакції утворюється глюкоза, яка є найважливішим сировиною для синтезу целюлози, з якої складаються всі рослини. Поїдаючи рослини, в яких за рахунок Сонця накопичена енергія, існують і тварини. Рослини Землі поглинають і засвоюють всього близько 0,3 % енергії випромінювання Сонця, що падає на земну поверхню. Але і цього, на перший погляд, невеликої кількості енергії достатньо, щоб забезпечити синтез величезної кількості маси органічної речовини біосфери. Зокрема, поступово, переходячи від ланки до ланки, сонячна енергія дістається всім живим організмам в світі, включаючи і людей. Завдяки використанню мінеральних солей ґрунту рослинами до складу органічних сполук включаються також такі хімічні елементи: азот, фосфор, сірка, залізо, калій, натрій, а також багато інших елементів. Згодом з них будуються величезні молекули білків, нуклеїнових кислот, вуглеводів, жирів - речовин, життєво необхідних для клітин.